# Coronel Charlone (Buenos Aires)
Coronel Charlone, o simplemente Charlone (antiguamente llamada Pueblo y Colonia de Fernando Martí), es una localidad argentina, ubicada en el partido de General Villegas, al noroeste de la provincia de Buenos Aires. 
La ruta principal que sirve al pueblo es la Ruta Nacional 33. Un camino pavimentado en 2006 une Emilio V. Bunge con Charlone. Se encuentra a 80 km de la cabecera del partido, General Villegas, y a sólo 2 km del límite con la provincia de Córdoba.
Las principales actividades productivas son la agricultura y la ganadería. También se destaca la producción láctea: el pueblo cuenta con una planta industrial de Lácteos San Gotardo Charlone S.A.. 
La actividad comercial se complementa con alrededor de 100 comercios habilitados.
El santo patrono es el Sagrado Corazón de Jesús. Su festividad se celebra el tercer viernes de junio.

## Historia

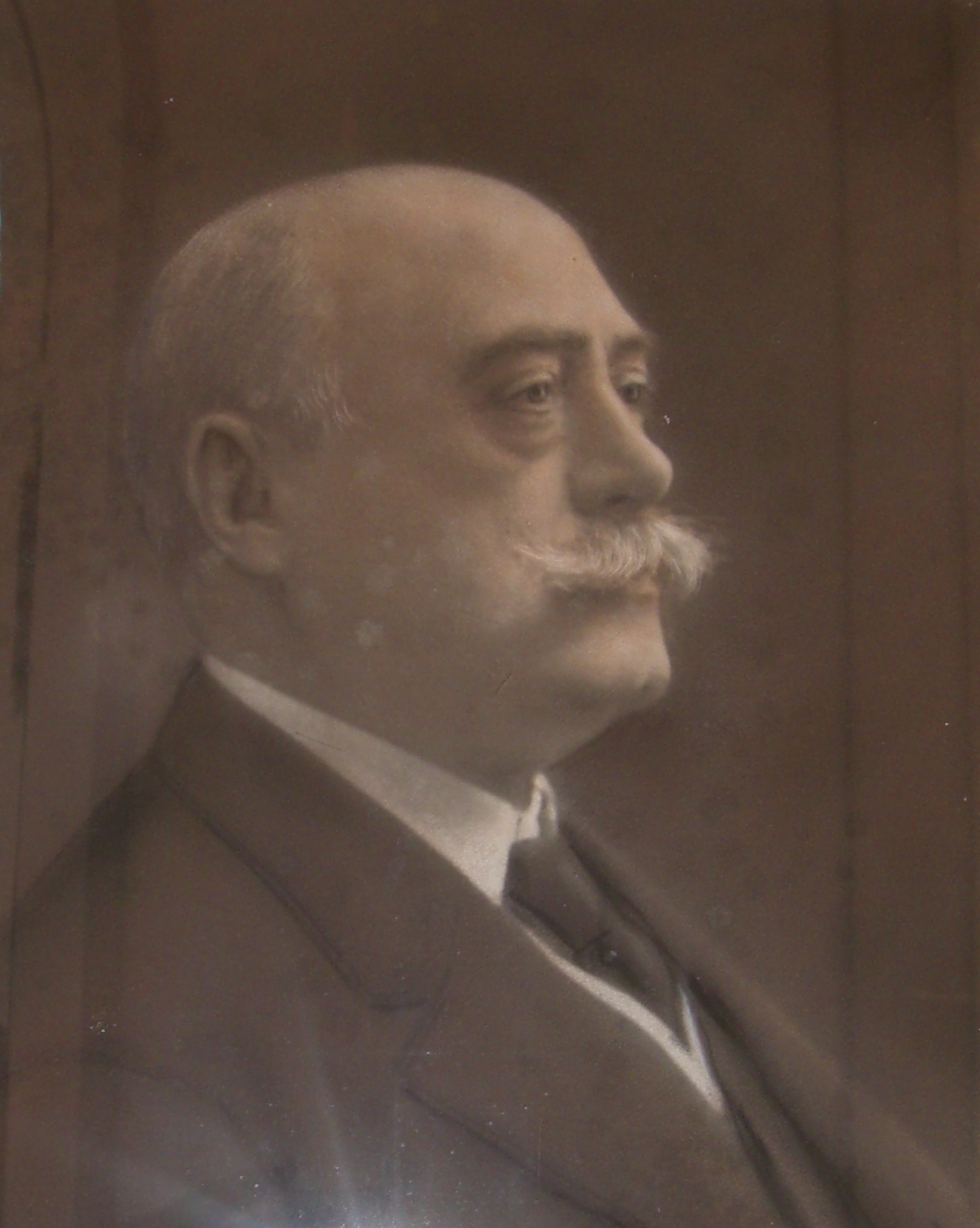
Retrato de Fernando Martí en la escuela nº11 de Coronel Charlone

Coronel Charlone surge como producto de las operaciones colonizadoras en el marco de lo que fue la Campaña del Desierto. 
Debido a que no existen registros exactos, se tomó el 30 de junio de 1908 como fecha de fundación del pueblo, porque ese día comenzó la venta de los lotes que le darían origen.
Estos lotes pertenecían al empresario y comerciante catalán Fernando Martí (Xerta, España, 1851- Buenos Aires, 1925). Emigró a Argentina en 1871. Fundó, junto a sus hermanos, la empresa familiar llamada "Martí Hermanos" con la que exportaban desde España aceites de oliva marca "Vaca", y también vinos, licores y conservas. Hacia 1873 fundó una fábrica de zapatos en Buenos Aires que con el tiempo se convirtió en una empresa muy importante a nivel nacional formada por una plantilla de más de 1200 trabajadores. Según la tradición oral, como proveía de calzado al Ejército Argentino, el Gobierno Nacional decidió gratificarlo con 17.000 hectáreas. Con la venta de las mismas nació el "Pueblo y Colonia Fernando Martí" construido por la empresa colonizadora de su yerno Fortunato Anzoátegui.
La localidad creció alrededor del parador ferroviario. De esta manera, cerca de la estación del ferrocarril se fue formando el caserío, destacándose los edificios de la capilla, la escuela primaria, el chalet del señor Martí y el Hotel Mayo, entre otros. Todos estos edificios aún conservan la estructura arquitectónica original, verdadero patrimonio histórico del pueblo.

### Otros hechos destacados
- A principios del año 1900, el Gobierno Nacional autoriza la creación de un ramal de ferrocarril que uniría Rufino (Santa Fe) con Italó (Córdoba). El mismo fue inaugurado el 1 de junio con las siguientes estaciones: Cañada Seca, Santa Regina, Coronel Charlone, Burmeister e Italó. Las tierras donde se construyó la estación de Coronel Charlone pertenecían a Fernando Marti.

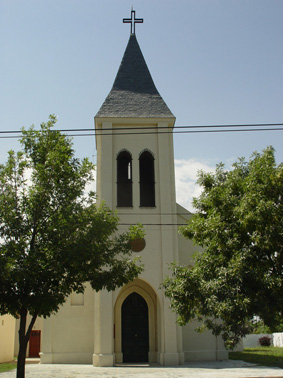
Iglesia Sagrado Corazón de Coronel Charlone.

- El 23 de abril de 1911 se realiza la inauguración oficial del Pueblo y Colonia "Fernando Martí".
- En junio de 1911 se traslada a Coronel Charlone el delegado municipal Francisco Velurtas, y el Correo, que funcionaba como Estafeta Postal en la oficina del Ferrocarril, pasa a la categoría de Oficina de Correo. Queda habilitada la Unión Telefónica, a cargo de la Sra. María Colalto de Irasola.
- El 4 de enero de 1913 se crea el Registro Civil; su Jefe era Teodoro Allar. El servicio fue librado al público el 4 de febrero, ese mismo día se habilita el cementerio.
- En 1924 los terrenos donde estaba construida la iglesia, propiedad de Fernando Martí, fueron a remate. Estos son adquiridos por Carlos Mai, quien posteriormente los cede a la Curia en forma definitiva. La iglesia pasa a llamarse iglesia del Sagrado Corazón de Jesús, anteriormente dedicada a san Fernando.
- El 7 de febrero de 1926 el Consejo Deliberante del Partido de General Villegas concede por 20 años la instalación del alumbrado público y particular a Juan Zabaleta y Juan Mut.
- En 1951, en homenaje a uno de los propulsores del movimiento cooperativo, se funda el centro juvenil agrario y cooperativista Ildefonso Santiago.
- El 13 de febrero de 1978 comienza sus actividades la Sucursal Coronel Charlone del Banco de la provincia de Buenos Aires. Desde entonces funciona en lo que fuera la casa de comercio de José Luis Orué.

## Población
Cuenta con 1,348 habitantes (Indec, 2010), lo que representa un descenso del 4 % frente a los 1,403 habitantes (Indec, 2001) del censo anterior. Un censo poblacional realizado en 2005 por el centro juvenil cooperativo, mostraba la existencia de 1523 habitantes.
| Gráfica de evolución demográfica de Coronel Charlone entre 1991 y 2010 |
|                                                                        |
| Fuente: Censos nacionales del INDEC                                    |

## Toponimia

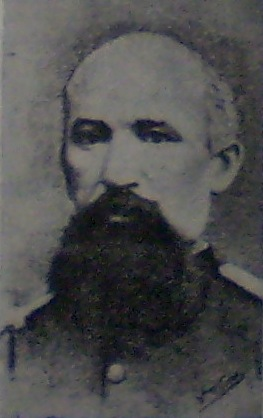
Juan Bautista Charlone

Juan Bautista Charlone fue un militar italiano que murió a los 40 años en la guerra del Paraguay. El gobernador de Buenos Aires decidió bautizar así a la estación de ferrocarril inaugurada el 1° de junio de 1900 dentro del ramal que une Rufino con Italó, en honor a su valentía y temprana muerte en servicio a la Patria. El carácter heroico fue puesto en duda por autores que objetan su participación en las tropas mercenarias que comandaba Giuseppe Garibaldi, las cuales lucharon a favor de los intereses unitarios, y que reprimieron varias sublevaciones indígenas.

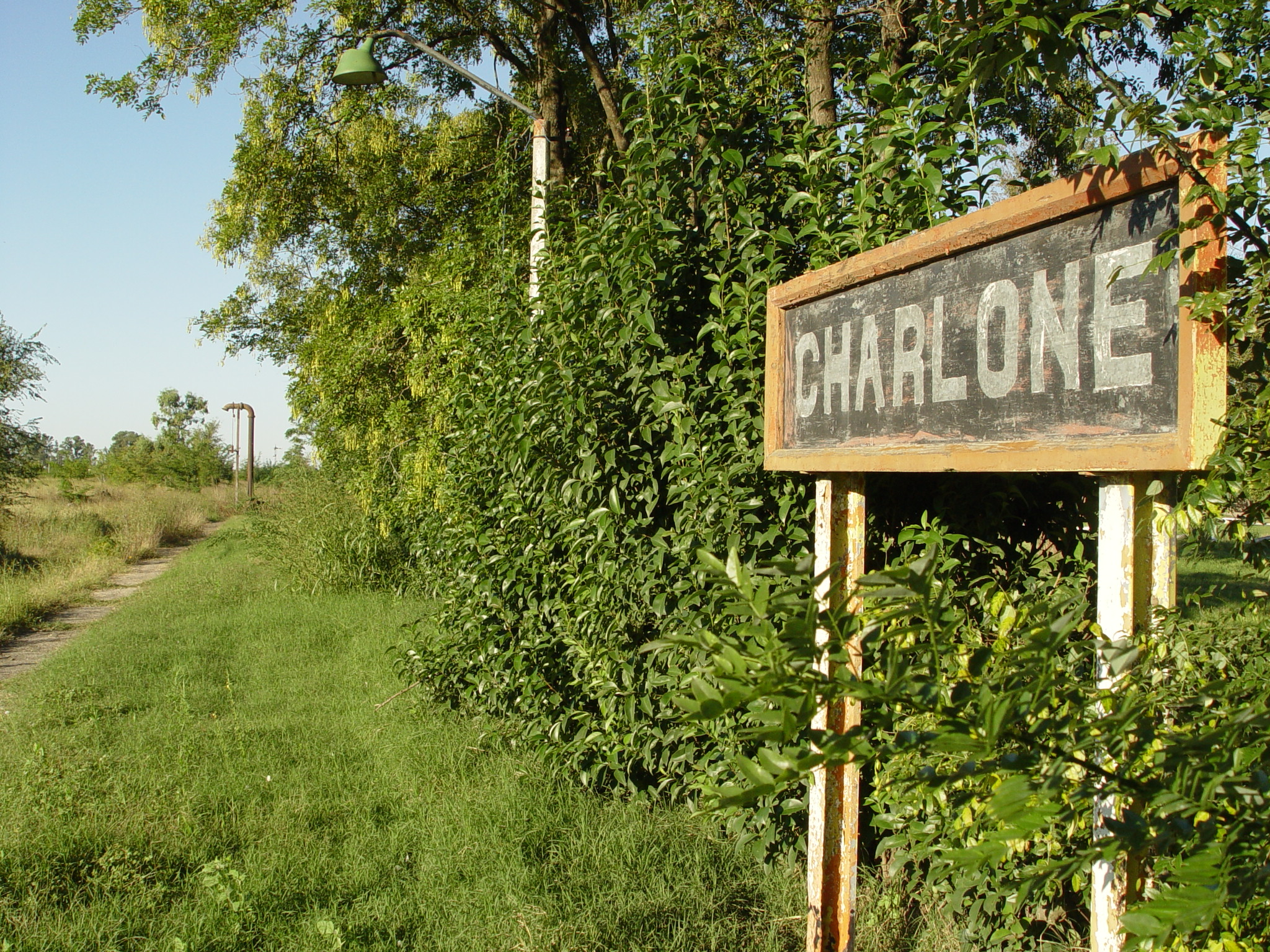
Antigua estación de trenes de Coronel Charlone.

La cercanía de la localidad a la estación Coronel Charlone provocó que la gente del lugar —inmigrantes españoles e italianos en su mayoría— nombraran cotidianamente al pueblo como la estación de ferrocarril. Recién en 1979 una ley determinó lo que ya era parte de los usos y costumbres de los residentes, y desde ese momento Pueblo y Colonia Fernando Martí recibió el bautismo definitivo de Coronel Charlone.

## Medios de Comunicación
- Periódico El Mensajero de Charlone: nació en septiembre de 1997 y se distribuía mensualmente en las localidades de Coronel Charlone, Bunge, Santa Regina, Buchardo y alrededores.
- Radio FM Meridiano 98.5: surgió el 23 de diciembre de 1990.
- Canal 2 Cable Charlone: el servicio de televisión por cable comenzó, por iniciativa de la Cooperativa Eléctrica, el 2 de agosto de 1993.

## Hermanamientos
Coronel Charlone mantiene una relación de hermanamiento con:
- Xerta (Cataluña, España), 2008.

## Noticias
Hermananamiento de Coronel Charlone con la Villa de Cherta, España.
- Página 17 del Boletín del Municipio (enlace roto disponible en Internet Archive; véase el historial, la primera versión y la última).

- Datos: Q2919202
- Multimedia: Coronel Charlone / Q2919202